# Râul Ursita
Râul Ursita este un curs de apă, afluent al Durduc. 